# Corso Ercole I d'Este
Corso Ercole I d'Este è un'importante via rinascimentale di Ferrara che parte da largo Castello, arriva all'incrocio con corso Biagio Rossetti e corso Porta Mare (il Quadrivio degli Angeli) e termina alle mura della città, in corrispondenza della Porta degli Angeli, sui rampari di Belfiore.

## Storia

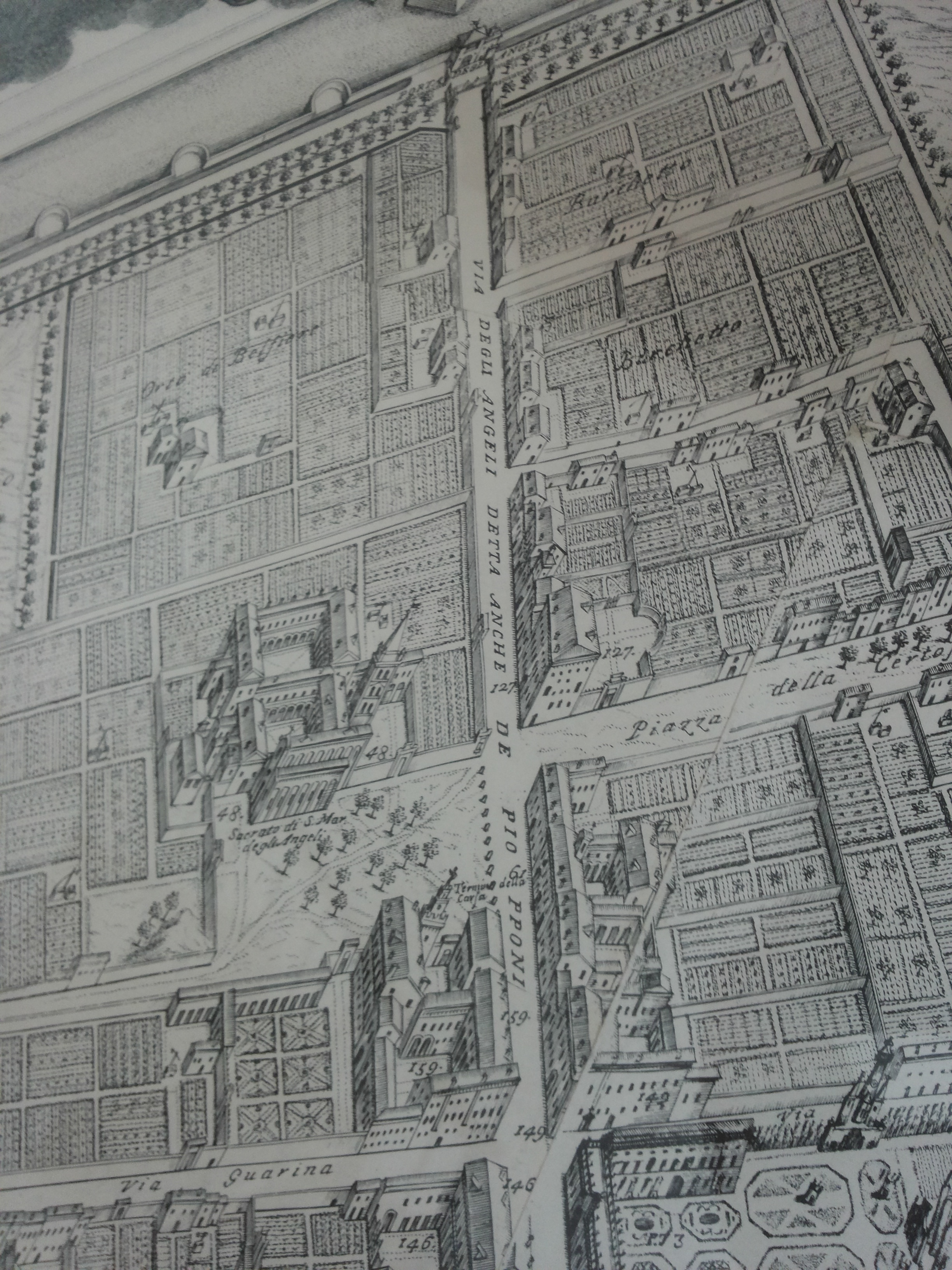
Andrea Bolzoni, Pianta ed alzato della città di Ferrara (1747) - Attuale Corso Ercole I d'Este e area dove sorgeva la scomparsa Delizia di Belfiore.

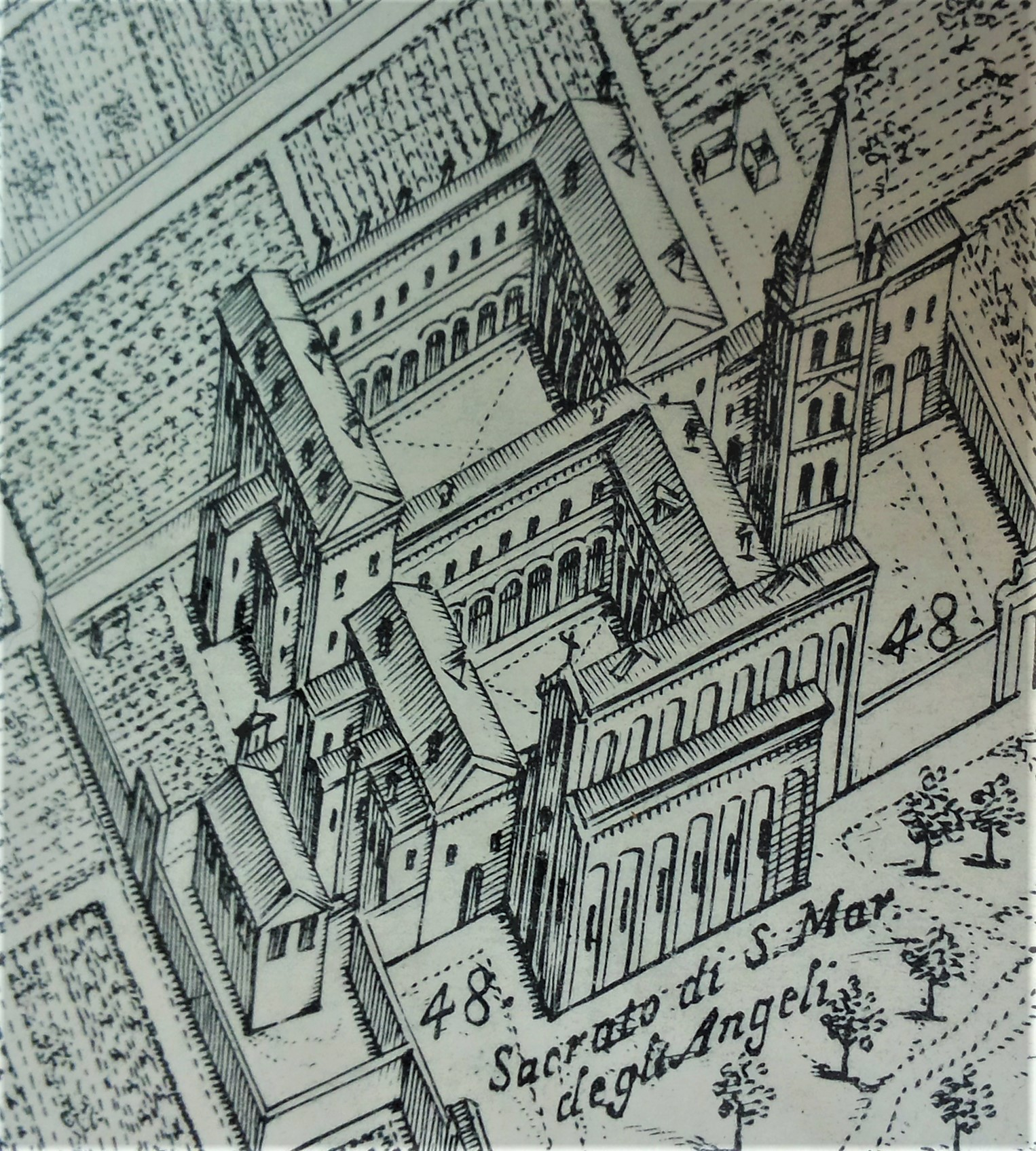
Andrea Bolzoni, Pianta ed alzato della città di Ferrara (1747) - La chiesa scomparsa di Santa Maria degli Angeli.

Corso Ercole I d'Este è l'arteria cardine dell'Addizione Erculea, la grande opera urbanistica voluta dal duca di Ferrara Ercole I d'Este e commissionata all'architetto di corte Biagio Rossetti. I lavori iniziarono nel 1492 e terminarono attorno al 1510, poco dopo la morte del duca.
Il corso dal Castello Estense arriva fino alla Porta degli Angeli sulla cinta muraria con un percorso rettilineo, intersecando la nuova arteria che dalla zona ad ovest della città porta in direzione del mare. 
Snodo fondamentale dell'addizione era ed è il Quadrivio degli Angeli, che ai suoi angoli presenta Palazzo dei Diamanti, Palazzo Prosperi-Sacrati e Palazzo Turchi di Bagno. Terminava in due filari di pioppi, donde l'antico nome di via dei Piopponi.
Borso d'Este fece lastricare la via nel 1461 e, nell'occasione, fece piantare due filari di pioppi ai lati della strada a spese degli ebrei ferraresi come multa per il non rispetto, da parte loro, di una non meglio specificata legge. Solo poco più di venti anni dopo parte dei pioppi venne tagliata per ottenere legname da opera per rinforzare le difese cittadine quando Ferrara dovette subire l'attacco dei veneziani durante la guerra del sale.
La via era anticamente chiamata anche via degli Angeli perché lungo il suo corso vi si trovava la scomparsa chiesa dedicata a Santa Maria degli Angeli e tutta la zona venne racchiusa all'interno delle mura solo dopo il 1492. 
Questa grande area, chiamata anche di Belfiore, comprendeva l'omonima Delizia, la Chiesa di Santa Maria degli Angeli (o di Belfiore), che sono entrambe scomparse, e la Certosa, che Borso aveva fondato come convento e nella quale aveva un suo palazzo.

### Il nome
Il nome corso Ercole I d'Este è in uso dalla prima metà del XX secolo. Nel passato recente era chiamato corso Vittorio Emanuele e, in epoche precedenti, era stato via dei Piopponi e prima ancora via degli Angeli. Il tratto che dal palazzo dei Diamanti arriva al Castello Estense, attorno al XVIII secolo, veniva chiamato via dello Scorsuro.

## Luoghi di interesse

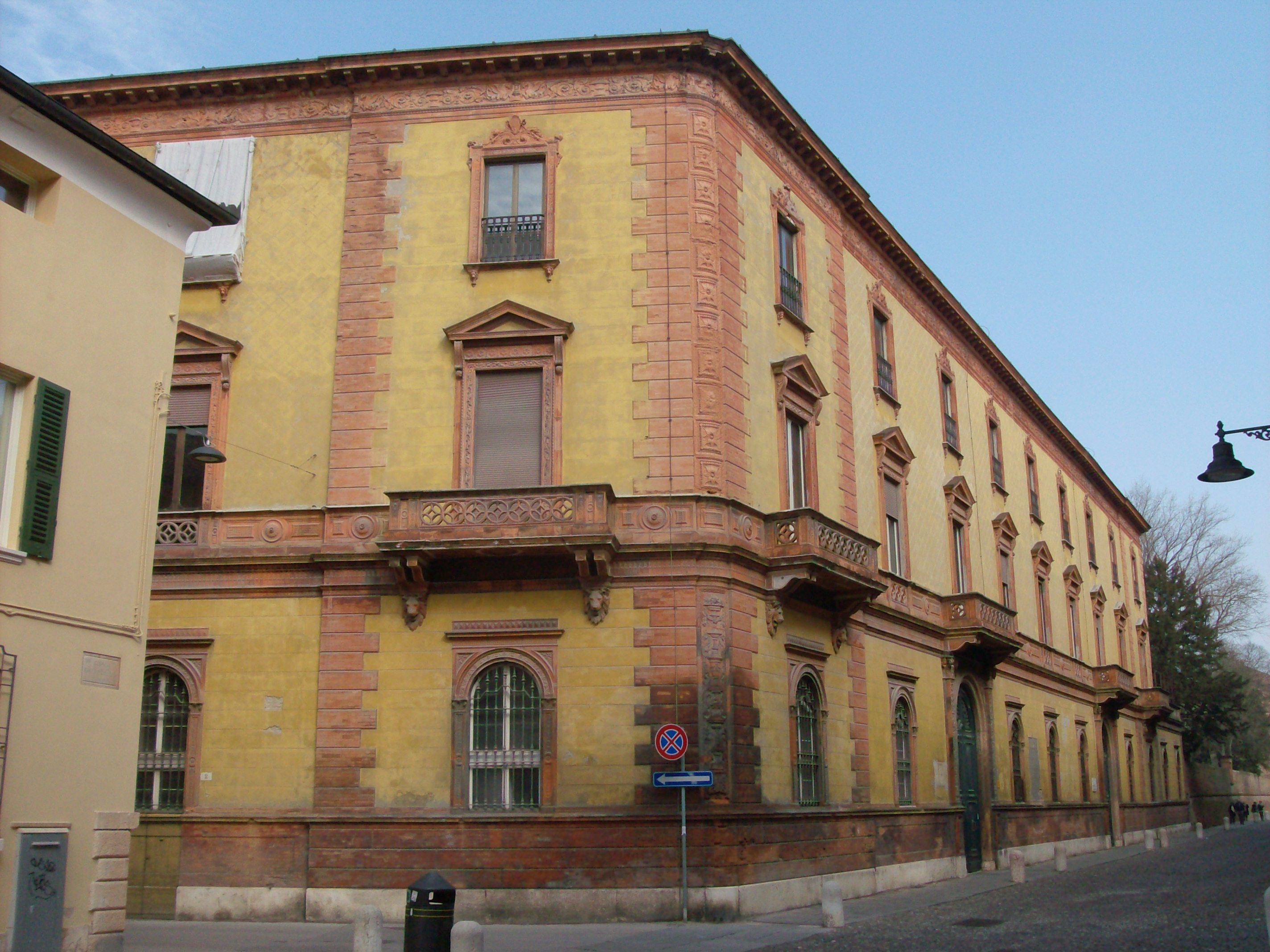
Palazzo Gulinelli

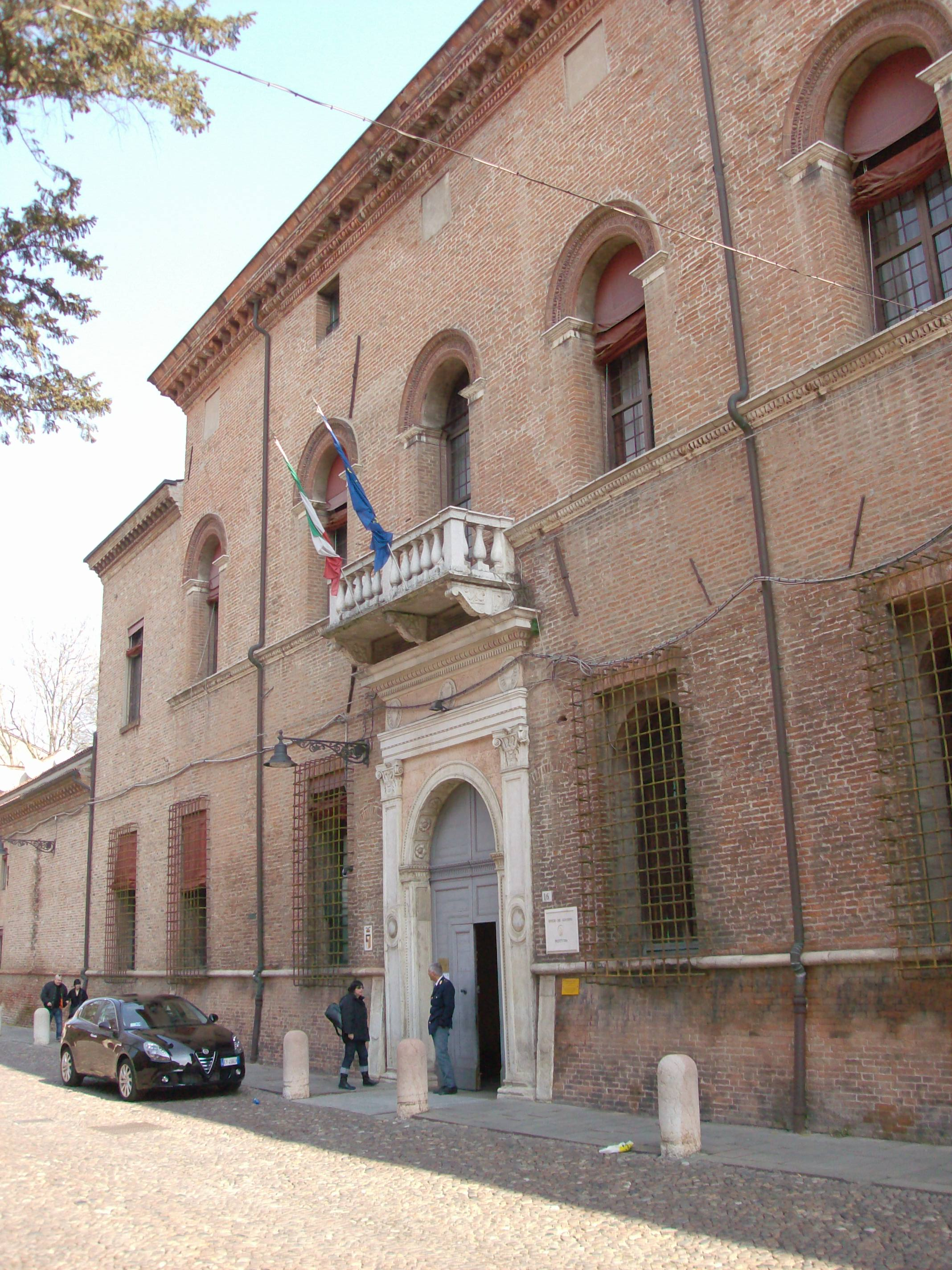
Palazzo Giulio d'Este

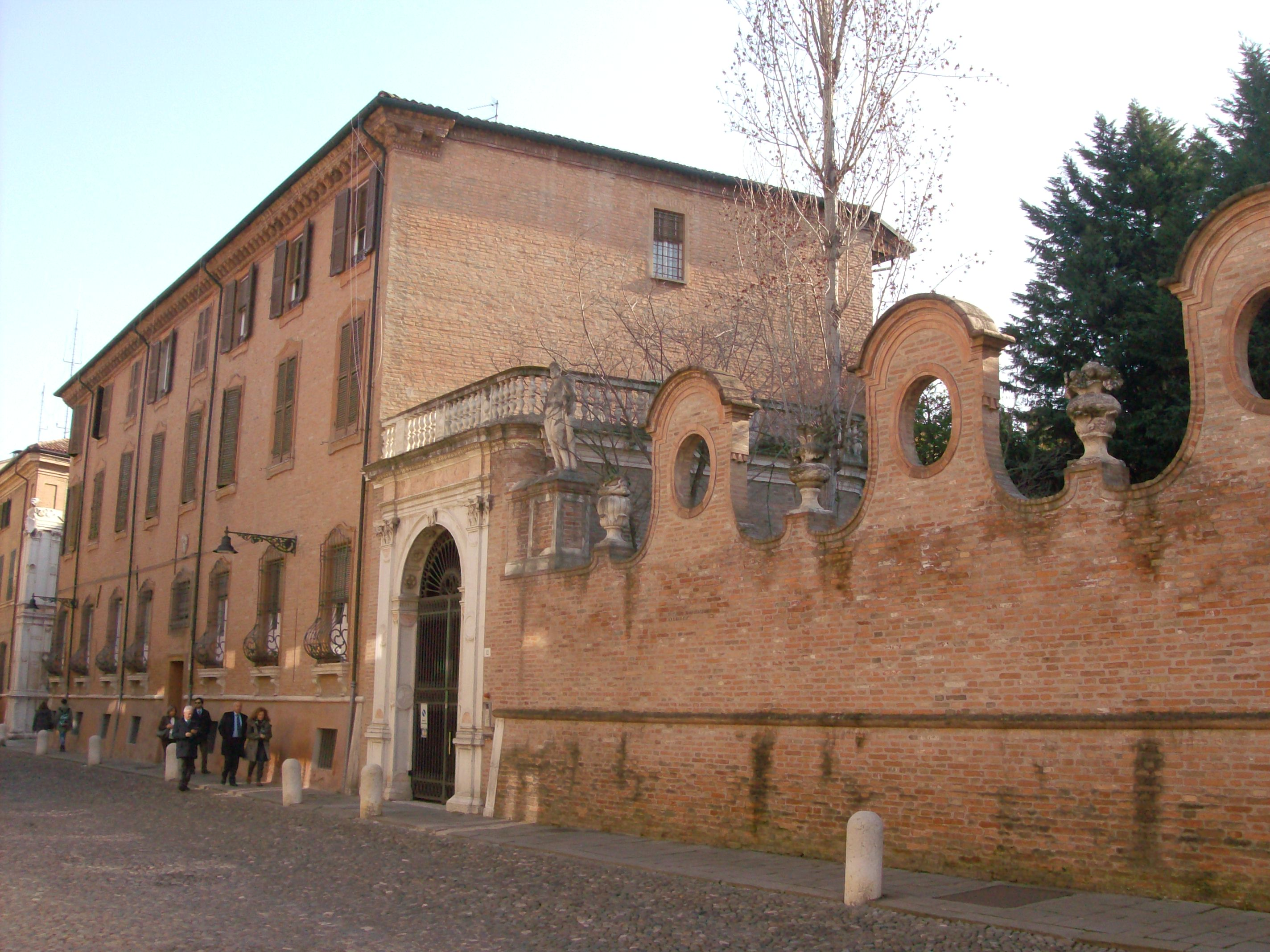
Palazzo Giglioli Varano

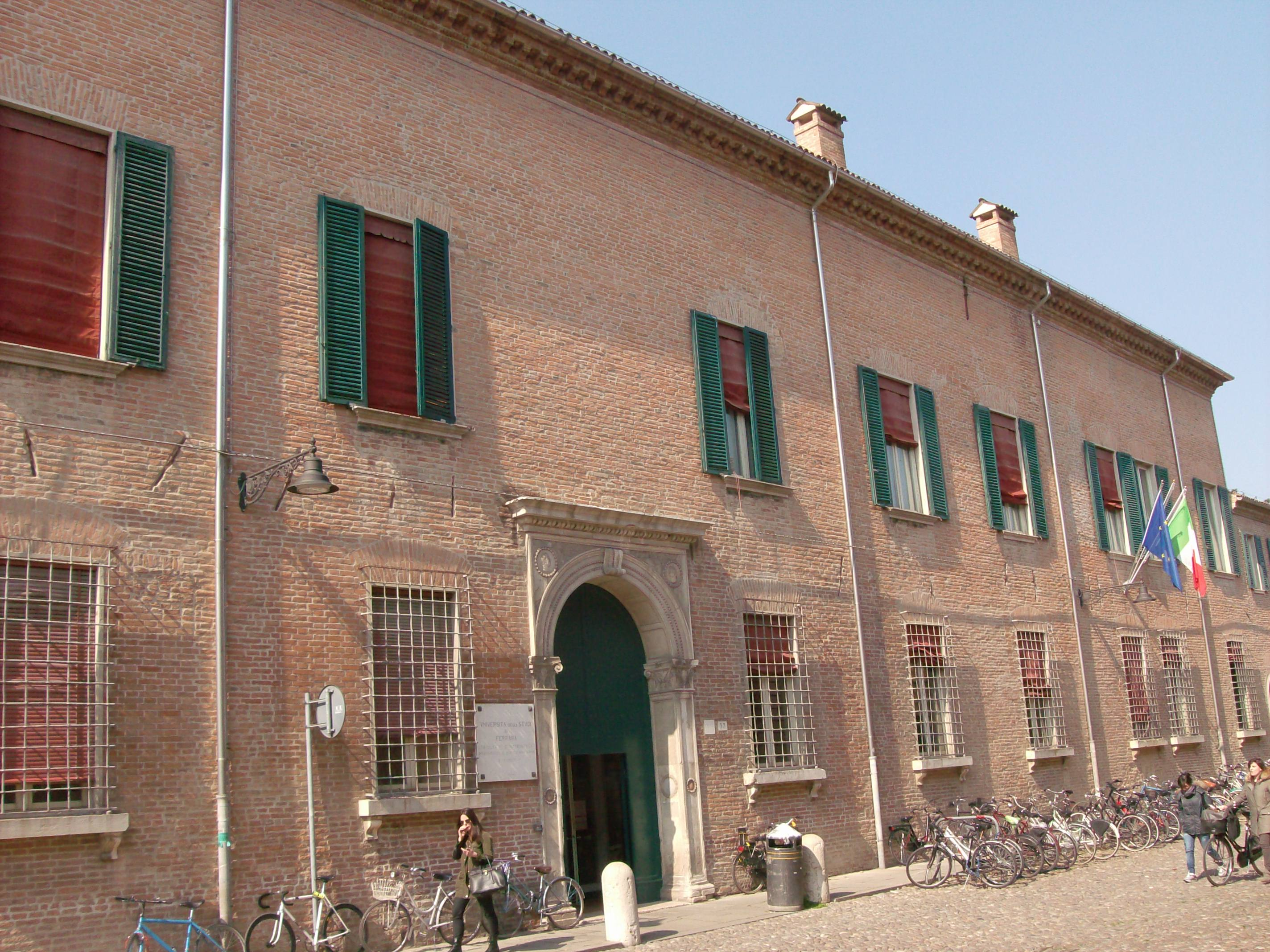
Palazzo Trotti Mosti Estense

Il Quadrivio degli Angeli rappresenta il punto centrale della via ed è la sintesi del disegno rossettiano. L'antico viale degli Angeli è diventato corso Ercole I d'Este ed è in parte pedonale.

### Palazzi
Vi si affacciano importanti palazzi rinascimentali ed appartenenti in passato a nobili famiglie ferraresi o agli stessi estensi. 
Tra questi, oltre ai già ricordati palazzo dei Diamanti, palazzo Prosperi-Sacrati e palazzo Turchi di Bagno, notevoli sono il palazzo ex Borsa ed ex Monte di Pietà, il palazzo della Camera di commercio, il palazzo Gulinelli, il palazzo Giulio d'Este, il palazzo Scola Camerini, i palazzi Trotti Mosti Estense e Giordani (all'incrocio con via Arianuova e via Guarini, sedi del Dipartimento di Giurisprudenza dell'Università degli Studi di Ferrara e del Centro di documentazione e studi sulle Comunità europee).

### Incroci e accessi

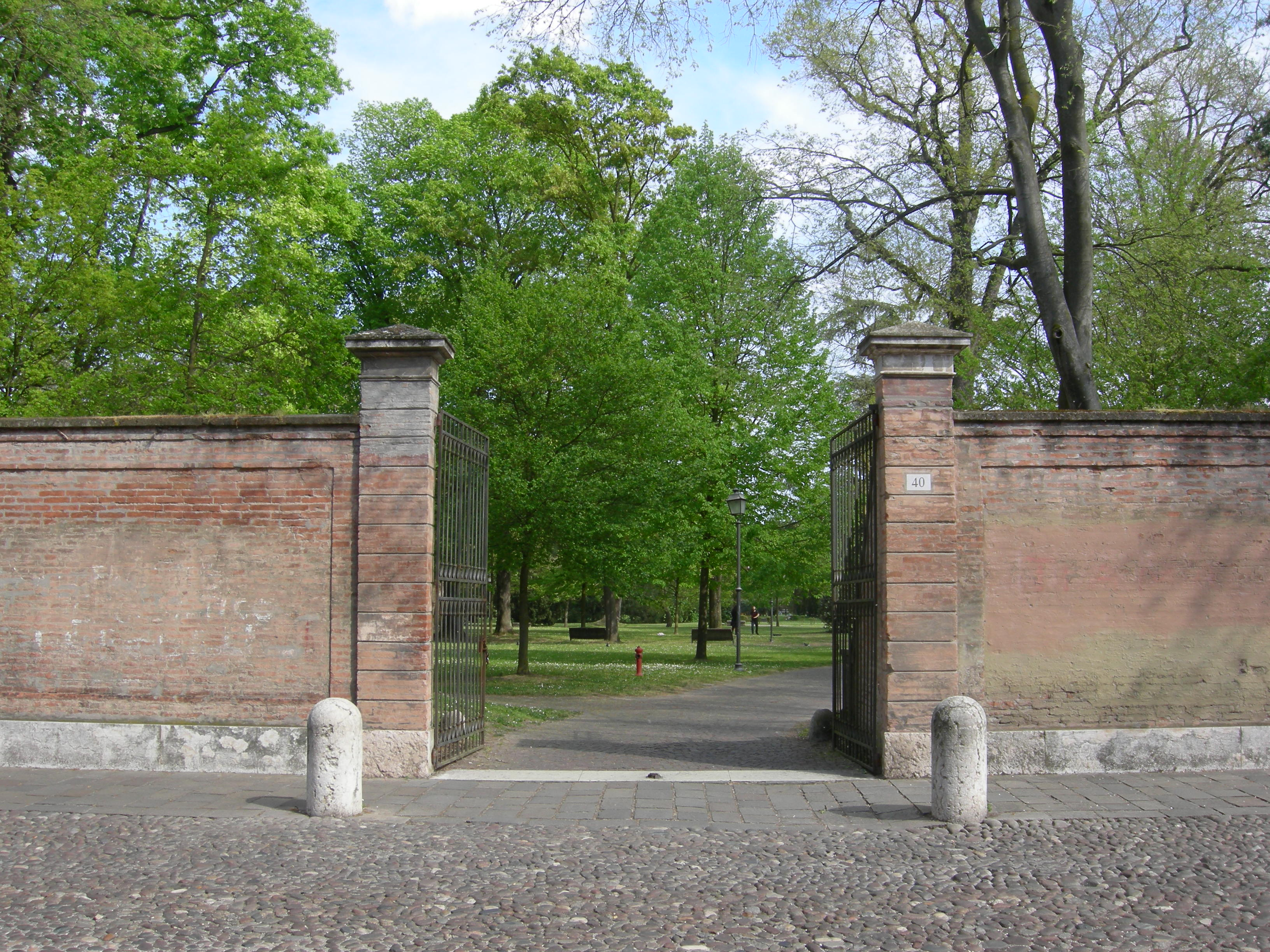
Ingresso del Parco Massari in corso Ercole I d'Este

Partendo da largo Castello si incontra dopo un breve tratto piazza Torquato Tasso, sulla quale si affacciano l'ex sede provinciale della Banca d'Italia destinata a ospitare l’Archivio di Stato e la chiesa del Gesù. Superato l'incrocio con via degli Armari e piazzetta dei Combattenti inizia l'ultimo tratto prima del quadrivio.
Proseguendo verso le mura si arriva, sulla destra, ad un'entrata secondaria del Parco Massari e si incontra poi a sinistra l'incrocio con via Arianuova, dove in passato esisteva la chiesa dedicata a Santa Maria degli Angeli. 
Sul lato opposto via Guarini porta alla Certosa, alla quale si può accedere anche proseguendo per il corso ed arrivando al viale della Certosa. Verso la fine della via c'è un ingresso del liceo scientifico Antonio Roiti.

## Corso Ercole I d'Este e il cinema

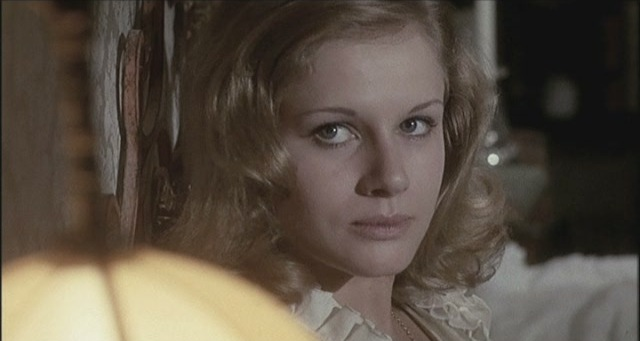
Dominique Sanda nel film Il giardino dei Finzi-Contini.

La città di Ferrara è stata più volte usata come set cinematografico da vari registi, e la via si è prestata come set cinematografico per diverse produzioni importanti, corso Ercole I d'Este in particolare. Qui sono state realizzate alcune riprese della trasposizione cinematografica del capolavoro di Giorgio Bassani, Il giardino dei Finzi-Contini di Vittorio De Sica. Sempre nel corso sono state girate alcune sequenze dell'episodio compreso in Al di là delle nuvole, di Michelangelo Antonioni, codiretto con Wim Wenders. E ancora Ercole I d'Este compare in pellicole di Florestano Vancini, Giuliano Montaldo, Gianfranco Mingozzi e diversi altri.